# Gustaaf Vermeersch
Gustaaf Vermeersch (Veurne, 20 mei 1877 - Aalst, 10 december 1924) was een Vlaams schrijver.
Zijn literair oeuvre is beperkt, maar zeker niet zonder belang. Hij schreef naturalistisch. Van beroep was hij treinconducteur. Vermeersch leed aan epilepsie en had regelmatig aanvallen. Hij sleepte zich door het leven dat voor hem een last was. In 1904 schreef hij De Last en behandelde daarin zwaarmoedig het trieste leven van een treinconducteur en behandelde sociale wantoestanden.

## Publicaties
- Klosjes-Klosjes, 1903.
- De Last, 1904.
- Mannenwetten, 1905.
- Zielelasten, 1906.
- Nazomer, 1907.
- Het wederzien, 1909.
- Het rollende leven, 1910.